# Зайнуллин, Хамит Хисматуллович
Хамит Хисматуллович Зайнуллин (15 апреля 1931, Новоихсаново, Башкирская АССР — 1 ноября 2000, Новоихсаново, Башкортостан) — тракторист колхоза «Чермасан» Чекмагушевского района БАССР, Герой Социалистического Труда.

## Биография
Хамит Хисматуллович Зайнуллин родился 15 апреля 1931 году в с. Новоихсаново Чекмагушевского района БАССР. Образование — неполное среднее.
Трудовую деятельность начал в 1 946 г. в колхозе «Ерак тау» Чекмагушевского района. С октября 1947 г. учился на курсах трактористов. В феврале 1948 г. принят трактористом в Чекмагушевскую машинно-тракторную станцию. С мая 1952 г. проходил службу в рядах Советской Армии. После демобилизации с ноя¬бря 1955 г. работал трактористом Чекмагушевской МТС, с июля 1958 г. — трактористом колхоза «Чермасан» (в 1 960 г. влился в колхоз имени Фрунзе).
Применяя опыт передовиков сельского хозяйства, обеспечивая высокопроизводительное использование техники и строгое соблюдение правил агротехники, X. X. Зайнуллин стал специалистом первого класса, ежегодно получал высокие устойчивые урожаи зерновых и зернобобовых культур. В 1966 г. вспахал 1 241 гектар мягкой пахоты, выполнив план на 138 процентов, а в 1970 г. при плане вспашки 1 000 гектаров вспахал 1 580 гектаров, выполнив норму выработки на 158 процентов. На 390 гектарах, обработанных X. X. Зайнуллиным в 1966 г., был получен урожай 18,1 центнера с гектара, в 1970 г. урожайность зерновых культур на площади 492 гектара составила 29,6 центнера с гектара. На отдельных участках, обработанных X. X. Зайнуллиным, были получены более высокие результаты. В 1970 году на площади 123 гектара урожай пшеницы сорта «харьковская — 46» составил 37 центнеров с гектара, сорта «саратовская-33» на площади 1 87 гектаров — по 34,9 центнера.
X. X. Зайнуллин за время своей работы обучил специальности тракториста 17 молодых колхозников. Бережно относился к технике, экономно расходовал горюче-смазочные материалы. В 1966—1970 гг. вместе со сменщиком сэкономил 10 287 килограммов горючего и запасные части на сумму 987 рублей, что составило соответственно 10,4 и 13,7 процента к плану.
В 1966—1970 гг. колхоз имени Фрунзе выполнил план производства зерна на 122,5 процента и продажи его государству на 148,1 процента. В трудовых достижениях колхоза была немалая заслуга и X. X. Зайнуллина.
За выдающиеся успехи, достигнутые в развитии сельскохозяйственного производства и выполнении пятилетнего плана продажи государству продуктов земледелия и животноводства, Указом Президиума Верховного Совета СССР от 8 апреля 1971 г. X. X. Зайнуллину присвоено звание Героя Социалистического Труда.
С 1973 г. до ухода на пенсию в 1988 г. работал помощником бригадира по технике, бригадиром комплексной бригады колхоза имени Фрунзе Чекмагушевского района.
Умер 1 ноября 2000 года.

## Награды
- Герой Социалистического Труда (1971)
- Награждён орденом Ленина